# (9188) 1991 RM15
A (9188) 1991 RM15 a Naprendszer kisbolygóövében található aszteroida. Henry Holt fedezte fel 1991. szeptember 15-én.